# Personnages récurrents dans Les Experts
 (février 2010).
Cet article traite des personnages mineurs et récurrents dans la série télévisée américaine Les Experts (CSI : Crime Scene Investigation en anglais).

## Médecine légale
- Holly Gribbs, interprétée par Chandra West (Équipe de nuit épisode 1, saison 1)

Holly devait devenir un personnage régulier de la série, mais elle n'a pas convaincu les audiences de test ; elle n'a donc pas survécu au tir reçu, et fut remplacée par Sara Sidle.[réf. nécessaire] La mère de Holly, Jane, était un agent de circulation qui fit pression sur Jim Brass pour que sa fille obtienne le poste. Holly fut diplômée avec mention en justice criminelle. Holly avoua vouloir intégrer la police scientifique par la volonté de sa mère, et non la sienne, mais Catherine Willows la convainquit de rester. Quand Warrick Brown la laissa seule sur une scène de crime dans l'épisode pilote, elle fut abattue quand le suspect, Jerrod Cooper, revint sur les lieux. Elle décède dans l'épisode suivant Un Millionnaire malchanceux, Holly n'y apparaît que dans des flashbacks, elle meurt sur la table d'opération. Elle est mentionnée dans l'épisode de la saison 8 Pour Gedda, et ceux de la saison 1 Un Millionnaire malchanceux et Bombes à retardement.
- Michael Keppler interprété par Liev Schreiber (saison 7)

Keppler a travaillé avec l'équipe du CSI de Las Vegas dans une atmosphère tendue, remplaçant Gil Grissom durant ses quatre semaines de congé sabbatique. Il a abattu un homme accusé d'avoir violé sa petite-amie Amy à Philadelphie avant de partir pour Baltimore, puis Las Vegas. Le père d'Amy, Frank, s'est retrouvé impliqué dans une affaire concernant un policier qui s'était fait tirer dessus, et fit du chantage à Keppler pour se faire blanchir. Keppler comprit peu après que c'est Frank qui a violé et tué sa propre fille, impliquant un homme innocent. Alors qu'il allait arrêter Frank, Keppler fut abattu en protégeant une prostituée.
- Ronnie Lake interprétée par Jessica Lucas (saison 8)

## Laboratoire de la police scientifique
- LVMPD Under-sheriff Conrad Ecklie (Marc Vann) est un ancien superviseur de l'équipe de jour, promu « Assistant Director » dans la saison 5.

- Lab Tech/Toxicologist Henry Andrews (Jon Wellner)

- Bobby Dawson interprété par Gerald McCullough (depuis la saison 1)

- Technicienne des empreintes digitales Mandy Webster (Sheeri Rappaport)

- Technicien audio/vidéo Archie Johnson (Archie Kao)
- Judy Tremont interprétée par Victoria Prescott (depuis la saison 3) : Judy est une nouvelle secrétaire dans le laboratoire de la police scientifique depuis l'épisode Tous coupables (Saison 3). Elle a notamment été utilisée dans cet épisode pour représenter une petite personne tentent de traîner une grande personne. Judy est un personnage semi-récurrent dans la série.

- Mia Dickerson interprétée par Aisha Tyler (saisons 5 à 7)

- Ronnie Litre interprété par Eric Stonestreet (saisons 1 à 5)
- Charlotte Meridian interprétée par Susan Gibney (saisons 1 et 2)

- Neil Jansen interprété par Jason Segel (saison 4) occupait la fonction de « lab scanner ». L'acteur Jason Segel a quitté la série pour jouer dans How I Met Your Mother.

- Docteur Jenna Williams interprétée par Judith Scott (saison 1): Docteur Williams était médecin légiste au laboratoire de crime avant le Docteur Albert Robbins.

- Docteur Gary Klausbach  interprété par Allan Rich (saison 1). Il était Docteur en médecine dans le premier épisode nommé Équipe de nuit.

## Spécialistes consultants
- Teri Miller interprétée par Pamela Gidley (saisons 1 et 3)

- Professeur Rambar interprété par Tony Amendola (saisons 1 et 6)

## Officiers et sheriffs deLas Vegas Metropolitan Police Department
- Sheriff Rory Atwater interprété par Xander Berkeley (saisons 4 et 5)

- Détective Sergeant Ray O'Riley interprété par Skip O'Brien (saisons 1 à 4)

- Détective Vartann interprété par Alex Carter (saisons 4 à 6 et 9 a 13)

- Détective Cyrus Lockwood interprété par Jeffrey D. Sams (saisons 1 et 2)

- Détective Sam Vega interprété par Geoffrey Rivas (depuis la première saison): Sam est un ancien membre de l'unité anti-gang du LVPD. Il a un fils qui collectionne les comic books.

- Détective Chris Cavaliere interprété par Jose Zuniga (saisons 4 à 6, et 9)

- Détective Gabriel Williams interprété par Gabriel Casseus (saison 9). Il s'agit d'un nouveau détective enquêtant sur les homicides arrivé après le décès de Warrick Brown.

- Sheriff Brian Mobley interprété par Glenn Morshower (saisons 1 et 2)

- Officier Mitchell interprété par Larry Mitchell (depuis la saison 1)

- Officier Metcalf interprété par Joseph Patrick Kelly (depuis la saison 1), c'est un officier en uniforme dépendant du LVPD.

- Officier Akers interprété par Larry Sullivan (depuis la saison 4), c'est un officier en uniforme dépendant du LVPD.

## Meurtriers
- Paul Millander interprété par Matt O' Toole (saisons 1 et 2)

- Ex-Under-sheriff Jeffrey McKeen interprété par Conor O'Farrell (saisons 5 à 9,12,13)

- Le Tueur aux maquettes alias Natalie Davis.(saison 7)

- Le Tueur à la peinture bleue alias Kevin Greer.

## Autres
- Kristine Mary Hopkins, interprété par Krista Allen, était une prostituée qui apparaît pour la première fois dans le tout premier épisode de la série, Équipe de nuit (Pilot (en)), où elle est suspectée d'avoir drogué un homme puis de l'avoir volé, elle a ensuite eu un accident de voiture. Nick Stokes enquête sur l'affaire et conclut un accord avec Kristine : si elle dit la drogue qu'elle a utilisé et qu'elle rend ce qu'elle a volé, elle pourra repartir libre, sans aucune charge (il s'avère que la drogue utilisée était de la scopolamine). Il y a eu d'autres cas où Nick a voulu savoir ce qu'elle utilisait, durant sa courte conversation avec Kristine et durant l'épisode où il simule de la séduire pour la troubler.

L'apparition suivante de Kristine a lieu dans l'épisode Circuit mortel (I-15 Murders (en)), elle s'y fait frapper par un garde de sécurité dans un magasin. Elle demande spécialement que Nick vienne l'aider, clamant que le garde avait voulu la frapper. Encore une fois, l'alchimie entre elle et Nick est présente et il décide de lui venir en aide. Il prend les vêtements de Kristine et les donne à Greg Sanders pour qu'il effectue un test afin de découvrir une enzyme présente dans la salive. Greg finit par trouver une concentration d'amylase qui provient du coup que lui a donné le garde de sécurité. Kristine remercie Nick et son attirance pour elle le trouble de plus en plus. Toutefois, ils se disent au revoir à la fin de l'épisode avec un baiser d'au revoir.
Kristine réapparaît dans l'épisode Bombes à retardement (Boom (en)), toujours dans la 1re saison. Nick l'aperçoit sur le bord d'une route en train de parler à un homme que Nick pense être un client. Elle raconte que l'homme l'a vu faire de l'auto-stop et qu'il l'a ramenée jusque chez elle. mais Kristine l'a invitée et leur relation est vite devenue potentiellement sexuelle. Kristine a aussi expliqué à Nick qu'elle comptait arrêter de se prostituer afin de reprendre ses études. Le matin suivant, Nick sors et va passer un peu de temps avec elle. Quand il arrive devant chez elle, il y trouve les services de secours d'urgence, et un des Experts de l'équipe de jour, parce qu'elle a été assassinée. Conrad Ecklie décide de s'occuper du cas et depuis qu'il a trouvé l'ADN et les empreintes digitales de Nick sur la scène de crime, il le suspecte. Cette affaire menace sérieusement la carrière de Nick surtout qu'il se fait arrêter et est parfois vu comme un criminel bien qu'il soit lavé de tout soupçon par la suite.
Lorsque les choses vont vraiment mal pour Nick, Catherine Willows, son collègue, s'occupe de l'affaire pendant douze heures et trouve les preuves qui démontrent que Nick n'est pas un meurtrier, mais que l'homme qui a vu Kristine et que Nick pensait être un client est en fait le tueur. Nick parle au meurtrier qui lui avoue qu'il était le proxénète de Kristine et qu'elle allait retourner à l'université pour recruter plus de filles, non pas pour obtenir un diplôme. Ce n'est pas sûr que cela soit vrai, malgré tout, Nick décide de payer pour que Kristine ait des funérailles dignes.